# Herbert Wiedemann
Herbert Wiedemann (* 21. Oktober 1932 in Berlin; † 1. Oktober 2021) war ein deutscher Jurist und Professor an der Universität zu Köln.

## Leben
Der Sohn eines Ministerialrats nahm 1951 ein Studium der Rechtswissenschaft und der Musik an der Ludwig-Maximilians-Universität München auf. Seit 1951 war er Mitglied der Studentenverbindung Akademischer Gesangverein München im SV.  Das Jurastudium schloss er 1955 mit der ersten juristischen Staatsprüfung ab. 1958 wurde er in München bei Alfred Hueck mit einer Arbeit zu Urabstimmung und wildem Streik zum Dr. iur. promoviert. Nach der zweiten juristischen Staatsprüfung 1960 wurde Wiedemann wissenschaftlicher Assistent an der Universität München. Dort habilitierte er sich 1963 bei Rolf Dietz mit einer gesellschaftsrechtlichen Untersuchung (Titel: Die Übertragung und Vererbung von Mitgliedschaftsrechten bei Handelsgesellschaften). 1965 nahm Wiedemann einen Ruf an die Freie Universität Berlin an. 1967 wechselte er an die Universität Köln, wo er bis zu seiner Emeritierung im Jahre 1998 Geschäftsführender Direktor des Instituts für Arbeits- und Wirtschaftsrecht war.
Von 1979 bis 1981 war Wiedemann Rektor der Universität zu Köln. In dieser Zeit war er verantwortlich für die von der NRW-Landesregierung verfügte Zusammenlegung von Pädagogischer Hochschule mit der Universität zu Köln. 1966, 1979 und 1986 Gastprofessor an der Universität Berkeley. Von 1981 an war er Mitglied der Nordrhein-Westfälischen Akademie der Wissenschaften und der Künste. Außerdem war Wiedemann nebenberuflicher Richter am OLG Düsseldorf.
Zu den Schülern Wiedemanns gehören Holger Fleischer, Heribert Hirte, Klaus-Peter Martens, Kaspar Frey, Gregor Thüsing und Rolf Wank.

## Veröffentlichungen (Auswahl)
- Die Übertragung und Vererbung von Mitgliedschaftsrechten bei Handelsgesellschaften. Beck, München 1965.
- Gesellschaftsrecht. 2 Bände, Beck, München 1980 und 2004, ISBN 978-3406022494

## Einzelbelege
1. ↑  Druckausgabe Kölner Stadt-Anzeiger Nr. 233 Mittwoch, 6. Oktober 2021 Seite 18 Traueranzeige seiner Familie
2. ↑  Verband Alter SVer (VASV): Anschriftenbuch Frühjahr 2007. Aachen 2007, S. 178.
3. ↑  Druckausgabe Kölner Stadt-Anzeiger Nr. 242 Samstag/Sonntag, 16./17. Oktober 2021 Seite 03 Nachruf des amtierenden Rektors Axel Freimuth

| Personendaten    | Personendaten      |
| ---------------- | ------------------ |
| NAME             | Wiedemann, Herbert |
| KURZBESCHREIBUNG | deutscher Jurist   |
| GEBURTSDATUM     | 21. Oktober 1932   |
| GEBURTSORT       | Berlin             |
| STERBEDATUM      | 1. Oktober 2021    |